# Ameyugo
Ameyugo ist eine 108 Einwohner (Stand: 2024) zählende Gemeinde der Provinz Burgos in der Autonomen Gemeinschaft Kastilien-León (Castilla y León). Sie gehört zur Comarca Valle del Ebro.

## Lage
Ameyugo liegt etwa 65 Kilometer nordöstlich von Burgos am Río Oroncillo.

## Bevölkerungsentwicklung
| Jahr      | 1900 | 1910 | 1920 | 1930 | 1940 | 1950 | 1960 | 1970 | 1981 | 1991 | 2001 | 2010 |
| Einwohner | 217  | 253  | 229  | 207  | 178  | 173  | 184  | 116  | 80   | 57   | 88   | 99   |

## Sehenswürdigkeiten
- Marienkirche (Santa María de la Antigua), seit 1991 Monumento
- Guevara-Turm aus dem 15. Jahrhundert

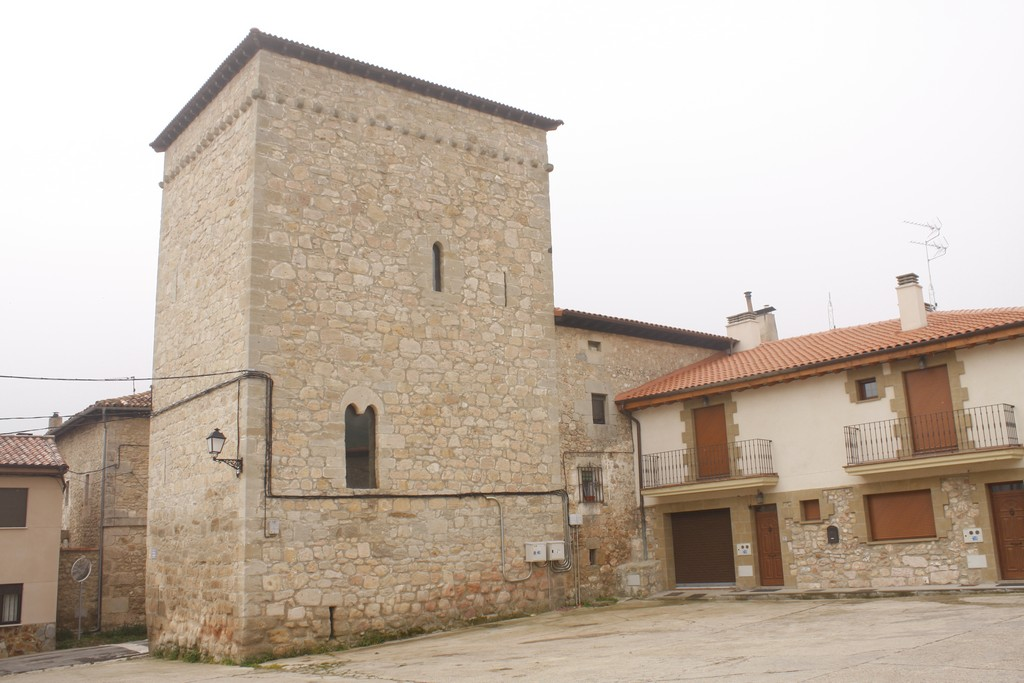
Guevara-Turm